# Diadelia bispinosa
Diadelia bispinosa är en skalbaggsart som beskrevs av Stefan von Breuning 1939. Diadelia bispinosa ingår i släktet Diadelia och familjen långhorningar.
Artens utbredningsområde är Madagaskar. Inga underarter finns listade i Catalogue of Life.